# Het gala van de gouden K's 2021
Op Het gala van de gouden K's van 2021 werden de gouden K's van 2021 toegekend.
Het gala wordt gehouden in het Sportpaleis in Antwerpen, nadat het vorig jaar niet mogelijk was, door de Coronapandemie. De presentatie was in handen van de Ketnet-wrappers. De televisieregistratie van het gala wordt door de VRT op 3 april 2022 op Ketnet uitgezonden.
Opvallend: Het is het eerste jaar waar er geen onderverdeling is tussen mannen en vrouwen. Hierdoor worden er dus ook minder prijzen uitgedeeld. Het aantal genomineerden werd ook beperkt van vijf tot vier per categorie.

## Genomineerden en winnaars 2021
Hieronder de volledige lijst van genomineerden in elke categorie. De winnaars zijn in het vet aangeduid.
| Categorie                              | Genomineerden |
| -------------------------------------- | --- |
| Ketnet-acteur of -actrice van het jaar | Pommelien Thijs (#LikeMe) Maarten Cop (Hoodie) Céline Verbeeck (Nachtwacht) Armin Mola (Hoodie)                                             |
| Coole Ket van het jaar                 | Naomi Janssens Laura Tesoro Jelle Mels Nina Derwael                                                                                         |
| Ketnet-programma van het jaar          | Surprise #LikeMe Karrewiet Ketnet Musical Trefbal Royale                                                                                    |
| Ketnet-serie van het jaar              | Hoodie Meisjes De Hoppers Gamekeepers |
| Familieprogramma van het jaar          | Belgium's Got Talent The Voice van Vlaanderen Thuis De Container Cup                                                                        |
| YouTube-hit van het jaar               | Stien Edlund Celine & Michiel Touzani Dylan Haegens                                                                                         |
| Artiest van het jaar                   | Camille Dhont Regi Penxten Snelle Pommelien Thijs                                                                                           |
| Song van het jaar                      | Rendez-vous van Metejoor & Emma Heesters Vuurwerk van Camille Dhont De wereld draait voor jou van Regi & Niels Destadsbader Waterval van K3 |
| Tiktok-ster van het jaar               | Steffi Mercie Elias Verwilt Timon Verbeeck Jonatan Medart                                                                                   |
| Beste outfit                           | Francisco Schuster Liesa Naert Grace Khuabi Elias Verwilt                                                                                   |

## Meeste nominaties en prijzen

### Meeste nominaties
| Aantal nominaties | Artiest         |
| ----------------- | --------------- |
| 3                 | Hoodie          |
| 2                 | Camille         |
| 2                 | Regi            |
| 2                 | LikeMe          |
| 2                 | Pommelien Thijs |

### Meeste prijzen
| Aantal nominaties | Artiest |
| ----------------- | ------- |
| 2                 | LikeMe  |

2013 · 2014 · 2015 · 2016 · 2017 · 2018 · 2019 · 2020 · 2021 · 2022 · 2023 · 2024